# Samuel Bonnet
Samuel Bonnet (13 juli 1978) is een voormalig Frans wielrenner die een aantal maanden als stagiair uitkwam voor Cofidis en La Française des Jeux. Hij won geen enkele professionele koers.

## Persoonlijk leven
Samuel is de oudere broer van wielrenner William Bonnet.

## Ploegen
- 2000 –  Cofidis (stagiair vanaf 1-9)
- 2001 -  La Française des Jeux (stagiair vanaf 1-9)